# Beding
Een beding is een bepaling in een overeenkomst, in de overeenkomst zelf, of in algemene c.q. bijzondere voorwaarden waarnaar wordt verwezen.
De essentialia van een overeenkomst, zoals de koopsom, de huurprijs, de erfpachtcanon worden geen beding genoemd. 
Een aantal bedingen zijn onder een eigen naam bekend:
- Proeftijd (arbeidsovereenkomst)
- Concurrentiebeding
- Geheimhoudingsverklaring
- Geheimhoudingsbeding (arbeidsovereenkomst)
- Detacheringsbeding
- Boetebeding
- Exoneratiebeding of exoneratieclausule
- Ouderdomsclausule in de koopakte van onroerend goed
- Antispeculatiebeding in de koopakte van onroerend goed
- Assurantiebeding in hypotheekakte
- Compromissoir beding
- Scheidsrechterlijk beding
- in België
- Recht van eerste koop
- Recht van terugkoop
- Non-sollicitatiebeding
- Verblijvensbeding
- Voortzettingsbeding
- Overnamebeding

- Kettingbeding
- Delcredere